# 青尼罗河
青尼罗河（阿拉伯语：‎）发源于埃塞俄比亚塔纳湖，流经苏丹，最终在喀土穆与白尼罗河汇流成尼罗河，全长约1460-1600公里。尼羅河的定期氾濫正是由于青尼羅河，因其上游衣索比亞為熱帶草原氣候，分为干湿两个季节。